# Nersès Varjapétian
Nersès Varjapétian (en arménien Ներսես Վարձապետյան ; né à Constantinople le 28 janvier 1837, mort à Constantinople le 26 octobre 1884) est un Patriarche arménien de Constantinople de 1874 à 1884 et Catholicos élu mais non consacré de l'Église apostolique arménienne de 1882 à 1884.

## Biographie
Après la mort du Catholicos Georges IV Kérestédjian en décembre 1882, le gouvernement de l’Empire russe représenté par son ambassadeur à Constantinople soutient la candidature d’un prélat sujet de l’Empire ottoman, en l’occurrence Nersès II Varjapétian, alors Patriarche arménien de Constantinople.
En 1884, des élections pour le poste de Catholicos d'Arméniens sont organisées. Nersès et l'évêque Melchisédek de Smyrne (Izmir) obtiennent la majorité des voix. Nersès retire sa candidature pour des raisons de santé, après quoi le gouvernement russe a annulé les résultats et programmé une nouvelle élection pour 1885. Nersès Varjapétian était décédé le 26 octobre précédent à l'âge de 47 ans. En 1885, Makar Ter Petrossian, archevêque de Nakhitchevan, devient le nouveau Catholicos d'Arméniens.